# スライド・オン・ライヴ
『スライド・オン・ライヴ』（原題：Slide on Live: Plugged in and Standing）は、イングランドのロック・ミュージシャン、ロン・ウッドが1993年に発表したライブ・アルバム。

## 解説
ウッドは1992年から1993年にかけて、アルバム『スライド・オン・ディス』のリリースに伴うワールド・ツアーを行い、本作にはニューヨーク、ボストン、日本におけるライブ音源が使用された。
「Pretty Beat Up」は、ローリング・ストーンズのアルバム『アンダーカヴァー』（1983年）からの曲である。なお、このツアーでは「Black Limousine」、「It's Only Rock'n' Roll」といったストーンズ・ナンバーも演奏された。また、「Flying」、「Silicone Grown」、「Stay with Me」はフェイセズ時代の曲である。
Ralph Heibutzkiはオールミュージックにおいて5点満点中3点を付け「言うまでもなくウッドは、彼の個性として広く知られているスライドギターの多用を筆頭に、堅実かつ無駄のない演奏を徹頭徹尾繰り広げている」と評している。

## 収録曲
1. "Testify" (George Clinton, Deron Taylor) - 5:38
2. "Josephine" (Ronnie Wood, Bernard Fowler) - 4:49
3. "Pretty Beat Up" (Mick Jagger, Keith Richards, R. Wood) - 4:37
4. "Am I Grooving You" (Bert Russell, Jeff Barry) - 4:35
5. "Flying" (Rod Stewart, R. Wood, Ronnie Lane) - 4:44
6. "Breathe on Me" (R. Wood) - 6:39
7. "Silicone Grown" (R. Stewart, R. Wood) - 3:38
8. "Seven Days" (Bob Dylan) - 4:37
9. "Show Me" (Jerry Williams) - 3:45
10. "Show Me (Groove)" (J. Williams) - 3:19
11. "I Can Feel the Fire" (R. Wood) - 5:32
12. "Slide Inst." (R. Wood) - 5:35
13. "Stay with Me" (R. Stewart, R. Wood) - 6:04

## 参加ミュージシャン
- ロン・ウッド - ボーカル、ギター
- バーナード・ファウラー（英語版） - ボーカル
- ジョニー・リー・シェル - ギター
- イアン・マクレガン - キーボード
- チャック・リーヴェル - アディショナル・キーボード(on #1, #4, #8, #10)
- ショーン・ソロモン - ベース
- ウェイン・シーヒー - ドラムス